# Fredi Novak
Fredi Novak, slovenski plesalec, trener in koreograf
Novak je bil dolgoletni trener slovenskega plesnega para Škufca-Venturini. Ima svoj plesni klub PK Fredi in plesno šolo v Ljubljani.
Poročen je bil z Danielo Škofic Novak (1962 - 2024)